# لین چوان
لین چوان (چینی: 林全; پین‌یین: Lín Quán؛ زادهٔ ۱۳ دسامبر ۱۹۵۱) سیاست‌مدار و اقتصاددان اهل تایوان است که هم‌اکنون به عنوان نخست وزیر تایوان فعالیت می‌کند.
او قبلاً در سمت‌های وزیر بودجه، حسابداری و آمار و وزارت دارایی مشغول به فعالیت بود.